# Sarbia soza
Espèce
Sarbia soza est une espèce de lépidoptères de la famille des Hesperiidae, de la sous-famille des Pyrginae et de la tribu des Pyrrhopygini.

## Dénomination
Sarbia soza a été nommé par William Harry Evans en 1951.

### Nom vernaculaire
Sarbia soza se nomme Soza Firetip en anglais.

## Écologie et distribution
Sarbia soza est présent au Brésil.

### Protection
Pas de statut de protection particulier.